# انگورفرنگی قرمز

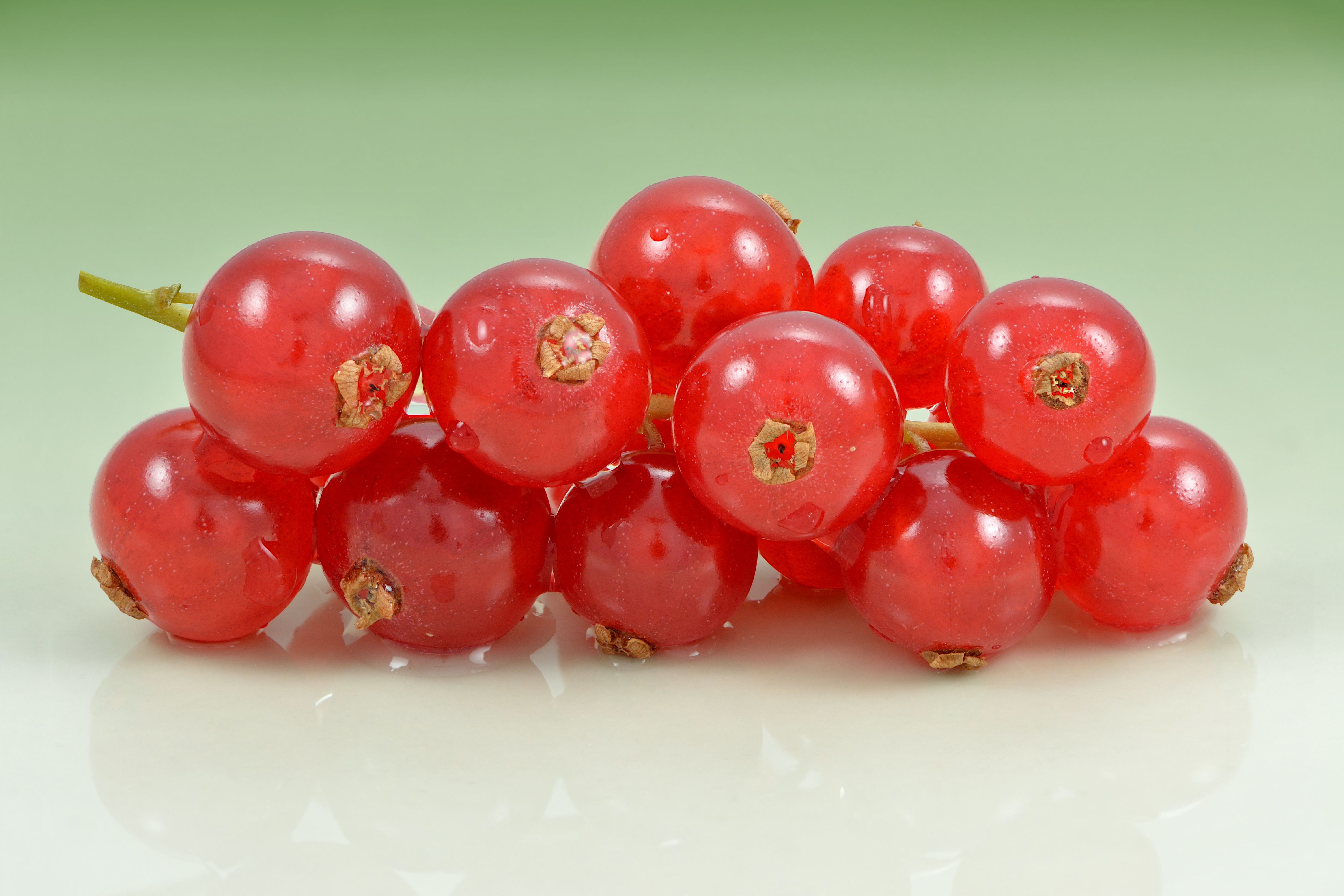
میوه انگورفرنگی قرمز

انگور فرنگی قرمز (Redcurrant) با نام علمی Ribes rubrum و گونه دیگر آن با نام Ribes orientalis ،میوه‌ای جنگلی است که بومی اروپای غربی و شمال کشورهای ایتالیا، اسپانیا، لهستان، روسیه و پرتغال است. ارتفاع بوته این انگور ۱–۱٫۵ متر است و گاهی تا به دو متر نیز می‌رسد. شکوفه‌ها، به علت رنگ زرد مایل به سبزشان تا حدی نامرئی هستند. میوه‌ها در خوشه‌های آویخته پدید می‌آیند. هر خوشه، ۳–۱۰ میوه قرمز شفاف با قطر ۸–۱۲ میلی‌متر را شامل می‌شود. هر درختچه، ۳–۴ کیلو میوه در سال می‌دهد. میوه‌ها در اواسط تابستان می‌رسند.

## کشت
کشت انگور فرنگی قرمز در قرن هفدهم در کشور بلژیک و شمال فرانسه شروع شد. در زمان معاصر گونه‌های مختلفی برای کشت انتخاب شده‌اند. یکی از معروفترین این گونه‌ها white currant است که مزه شیرین‌تری دارد.

## استفاده‌ها
طعم میوه انگور فرنگی قرمز ترش است. این میوه در کشورهای اروپایی برای درست کردن مرباهای نسبتاً گران‌قیمت مورد استفاده قرار می‌گیرد. علی‌رغم اینکه کاشت و نگهداری انگور فرنگی قرمز چندان سخت نیست، این میوه حتی در اروپا نیز کمیاب است. در ایران، خشک شده انگور فرنگی در عطاری‌ها یافت می‌شود. دم کرده این انگور را برای رقیق کردن خون تجویز می‌کنند و اعتقاد بر آن است که خوردن آن از سکته قلبی ممانعت می‌کند. انگور فرنگی برای تنظیم و کاهش فشار خون نیز مورد استفاده می‌باشد.